# Tomáš Vrťo
Tomáš Vrťo (* 6. září 1988 v Ostravě) je český fotbalový útočník či záložník vlastníci také slovenské občanství, od září 2014 působící v TJ OFC Gabčíkovo. V zahraničí působil v Polsku. Jeho otec Dušan je fotbalovým sportovním manažerem FK Senica.

## Klubová kariéra
Svoji fotbalovou kariéru začal v Baníku Ostrava, kde se propracoval až do prvního týmu. V A-týmu Baníku nastupoval spíše sporadicky a hrál většinou za rezervu či hostoval. V roce 2008 ve Fulneku. V letech 2009–2010 v Senici a v roce 2011 ve Vlašimi. V zimě 2012/13 tým opustil a přestoupil do Senice. Před sezonou 2013/14 odešel na roční hostování do Frýdku-Místku. Po půl roce v mužstvu předčasně skončil a přestoupil do polského celku Energetyk ROW Rybnik. V září 2014 odešel do TJ OFC Gabčíkovo.